# Julie Nielsen Maribo
Julie Emilie Nielsen Maribo (født 9. februar 1995 i Lynge) er en cykelrytter fra Danmark, der kører for Team Sydbank Quooker Njord Law. Hun er uddannet fysioterapeut.

## Karriere
Efter at have kørt for CC Hillerød og Ordrup Cycle Club i den danske A- og B-række, skiftede hun fra starten af 2022-sæsonen til det danske elitehold Team ABC Dame Elite. Her var hun samme år med til at vinde sølvmedaljer ved DM i holdløb, og kom på fjerdepladsen ved DM i linjeløb. Karrierens hidtidig bedste resultat kom 22. juni 2023, da hun ved DM i enkeltstart sikrede sig bronzemedaje, kun overgået af de to udlandsprofesionelle Emma Norsgaard (Movistar Team) og Cecilie Uttrup Ludwig fra FDJ-Suez.
I august 2023 repræsenterede hun det danske landshold ved World Tour-løbet Tour of Scandinavia 2023. Det var første gang hun var en del af det danske landshold og første gang hun var på startlisten på World Touren. På de første fire etaper kom i mål i den sidste halvdel af fuldførende ryttere, mens hun ikke gennemførte den femte og sidste etape.
Efter to år hos ABC skiftede hun i 2024 til det nyetablerede DCU Elite Team, Team Sydbank BACH Advokater.

## Meritter

### Landevej
2022
2. plads, DM i holdløb
4. plads, DM i linjeløb
4. plads, Sjællandsmesterskaberne i linjeløb
2023
2. plads samlet ved Uno-X Ladies Cup
Vinder af 4. afdeling
Vinder af Nakskov CC enkeltstart
Vinder af Nyborg CarPeople Løbet
2. plads samlet ved Campione Pinse Cup
Vinder af 3. afdeling
2. plads, 2. afdeling
3. plads, DM i enkeltstart
3. plads, Sjællandsmesterskaberne i linjeløb
2024
Vinder af 1. afdeling af 3 Dage i Nord
Samlet vinder af Campione Pinse Cup
Vinder af 3. afdeling
Vinder af CK Nordsjælland Linjeløb
2. plads samlet ved  Bording Cup Ladies
Vinder af 1. afdeling
2025
6. plads, DM i linjeløb
Vinder af 1. og 2. afdeling ved Holstebro Tours

### Gravel
2024
2. plads, DM i gravel